# Campionati del mondo di atletica leggera 2023 - Lancio del giavellotto femminile
La specialità del lancio del giavellotto femminile dei campionati del mondo di atletica leggera 2023 si è svolta tra il 23 e il 24 agosto al Centro nazionale di atletica leggera di Budapest, in Ungheria.

## Podio
| Pos.    | Atleta                  | Nazionalità | Misura  |
| ------- | ----------------------- | ----------- | ------- |
| Oro     | Haruka Kitaguchi        | Giappone    | 66,73 m |
| Argento | Flor Denis Ruíz Hurtado | Colombia    | 65,47 m |
| Bronzo  | Mackenzie Little        | Australia   | 63,38 m |

## Situazione pre-gara

### Record
Prima di questa competizione, il record del mondo (RM) e il record dei campionati (RC) erano i seguenti.
| Record                | Lancio  | Atleta                      | Data                                  | Competizione  |
| --------------------- | ------- | --------------------------- | ------------------------------------- | ------------- |
| Record mondiale       | 72,28 m | Barbora Špotáková Rep. Ceca | 13 settembre 2008 Stoccarda, Germania |               |
| Record dei campionati | 71,70 m | Olisdeilys Menéndez Cuba    | 14 agosto 2005 Helsinki, Finlandia    | Mondiali 2005 |

### Campionesse in carica
Le campionesse in carica a livello mondiale e olimpico erano:
| Campionessa | Atleta                      | Lancio  | Data                               | Competizione         |
| ----------- | --------------------------- | ------- | ---------------------------------- | -------------------- |
| Olimpica    | Anita Włodarczyk Polonia    | 78,48 m | 03 agosto 2021 Tokyo, Giappone     | Giochi olimpici 2021 |
| Mondiale    | Brooke Andersen Stati Uniti | 78,96 m | 17 luglio 2022 Eugene, Stati Uniti | Mondiali 2022        |

### La stagione
Prima di questa gara, le atlete con le migliori tre prestazioni dell'anno erano:
| Pos. | Atleta                     | Prestazione | Data                             |
| ---- | -------------------------- | ----------- | -------------------------------- |
| 1    | Haruka Kitaguchi Giappone  | 67,04 m     | 16 luglio 2023 Chorzów, Polonia  |
| 2    | Sigrid Borge Norvegia      | 66,50 m     | 20 maggio 2023 Halle, Germania   |
| 3    | Mackenzie Little Australia | 65,70 m     | 30 giugno 2023 Losanna, Svizzera |

## Risultati

### Qualificazioni
Le qualificazioni si sono disputate a partire dalle 10:23 del 23 agosto. Accedono alla finale le atlete di ogni Gruppo che raggiungono la misura di 61,50 m (Q) o almeno le 12 migliori performance (q).

#### Gruppo A
| Pos | Atleta                | Nazionalità | 1ª prova | 2ª prova | 3ª prova | Risultato | Note |
| --- | --------------------- | ----------- | -------- | -------- | -------- | --------- | ---- |
| 1   | Līna Mūze-Sirmā       | Lettonia    | 53,96    | 56,88    | 63,50    | 63,50 m   | Q    |
| 2   | Haruka Kitaguchi      | Giappone    | 59,04    | 63,27    | -        | 63,27 m   | Q    |
| 3   | Victoria Hudson       | Austria     | 62,96    | -        | -        | 62,96 m   | Q    |
| 4   | Maria Lucelly Murillo | Colombia    | 59,34    | 62,72    | -        | 62,72 m   | Q    |
| 5   | Kathryn Mitchell      | Australia   | 62,10    | -        | -        | 62,10 m   | Q    |
| 6   | Shiying Liu           | Cina        | 60,41    | x        | 60,72    | 60,72 m   | q    |
| 7   | Jo-Ane van Dyk        | Sudafrica   | 59,34    | 57,59    | 60,09    | 60,09 m   | q    |
| 8   | Kelsey-Lee Barber     | Australia   | 58,10    | 55,90    | 59,66    | 59,66 m   | q    |
| 9   | Adriana Vilagoš       | Serbia      | 58,65    | 58,10    | 55,55    | 58,65 m   |      |
| 10  | Anni-Linnea Alanen    | Finlandia   | 53,66    | 54,79    | 58,30    | 58,30 m   |      |
| 11  | Annu Rani             | India       | 57,05    | x        | 56,01    | 57,05 m   |      |
| 12  | Réka Szilágyi         | Ungheria    | 56,21    | 54,14    | x        | 56,21 m   |      |
| 13  | Momone Ueda           | Giappone    | 54,67    | 56,19    | 56,19    | 56,19 m   |      |
| 14  | Dilhani Lekamge       | Sri Lanka   | 54,77    | 50,00    | 55,89    | 55,89 m   |      |
| 15  | Juleisy Angulo        | Ecuador     | x        | 52,82    | 55,27    | 55,27 m   |      |
| 16  | Ariana Ince           | Stati Uniti | 54,60    | x        | x        | 54,60 m   |      |
| 17  | Nikola Ogrodníková    | Rep. Ceca   | 50,78    | 54,59    | 54,36    | 54,59 m   |      |
| 18  | Martina Ratej         | Slovenia    | 54,41    | x        | 53,35    | 54.41 m   |      |

#### Gruppo B
| Pos | Atleta                  | Nazionalità   | 1ª prova | 2ª prova | 3ª prova | Risultato | Note |
| --- | ----------------------- | ------------- | -------- | -------- | -------- | --------- | ---- |
| 1   | Mackenzie Little        | Australia     | 50,94    | 58,79    | 63,45    | 63,45 m   | Q    |
| 2   | Flor Denis Ruíz Hurtado | Colombia      | 60,73    | 60,23    | 62,05    | 62,05 m   | Q    |
| 3   | Anete Kociņa            | Lettonia      | x        | 61,27    | 58,46    | 61,27 m   | q    |
| 4   | Jucilene Sales de Lima  | Brasile       | 58,39    | 57,94    | 59,76    | 59,76 m   | q    |
| 5   | Tori Peeters            | Nuova Zelanda | 57,95    | 59,59    | 54,46    | 59,59 m   |      |
| 6   | Liveta Jasiūnaitė       | Lituania      | 59,00    | 56,88    | 57,61    | 59,00 m   |      |
| 7   | Marina Saito            | Giappone      | x        | 56,24    | 58,95    | 58,95 m   |      |
| 8   | Maggie Malone           | Stati Uniti   | 56,27    | 57,85    | 54,46    | 57,85 m   |      |
| 9   | Sara Kolak              | Croazia       | 50,80    | x        | 55,89    | 55,89 m   |      |
| 10  | Nikol Tabačková         | Rep. Ceca     | 49,88    | 55,45    | x        | 55,45 m   |      |
| 11  | Angéla Moravcsik        | Ungheria      | 52,54    | x        | 55,10    | 55,10 m   |      |
| 12  | Elina Tzengko           | Grecia        | 53,70    | 54,27    | x        | 54,27 m   |      |
| 13  | Marija Vučenović        | Serbia        | x        | 54,21    | 52,27    | 54,21 m   |      |
| 14  | Irena Gillarová         | Rep. Ceca     | 54,15    | x        | 53,06    | 54,15 m   |      |
| 15  | Rhema Otabor            | Bahamas       | 48,34    | 53,62    | x        | 53,62 m   |      |
| 16  | Sigrid Borge            | Norvegia      | 52,09    | x        | 53,34    | 53,34 m   |      |
|     | Gedly Tugi              | Estonia       | x        | x        | x        | nm        |      |
|     | Eda Tuğsuz              | Turchia       | x        | x        | x        | nm        |      |

### Finale
La finale si è disputata alle 20:22 (ora locale di Budapest) del 25 agosto.
| Pos.    | Atleta                  | Nazione   | Lanci | Lanci | Lanci | Lanci           | Lanci           | Lanci           | Misura  | Note                                     |
| Pos.    | Atleta                  | Nazione   | 1°    | 2°    | 3°    | 4°              | 5°              | 6°              | Misura  | Note                                     |
| ------- | ----------------------- | --------- | ----- | ----- | ----- | --------------- | --------------- | --------------- | ------- | ---------------------------------------- |
| Oro     | Haruka Kitaguchi        | Giappone  | 61,78 | 61,99 | 63,00 | 62,36           | 62,68           | 66,73           | 66,73 m |                                          |
| Argento | Flor Denis Ruíz Hurtado | Colombia  | 65,47 | 62,45 | 62,89 | 59,73           | n               | 60,97           | 65,47 m | Record sudamericano                      |
| Bronzo  | Mackenzie Little        | Australia | 59,95 | 56,81 | 61,41 | 61,23           | 61,66           | 63,38           | 63,38 m |                                          |
| 4       | Anete Kociņa            | Lettonia  | 59,04 | 58,82 | 59,66 | 63,18           | n               | 62,02           | 63,18 m | Miglior prestazione personale stagionale |
| 5       | Victoria Hudson         | Austria   | 59,08 | 62,14 | 59,20 | 62,92           | 59,56           | 59,84           | 62,92 m |                                          |
| 6       | Shiying Liu             | Cina      | 61,66 | n     | n     | 61,16           | 61,23           | 58,72           | 61,66 m | Miglior prestazione personale stagionale |
| 7       | Kelsey-Lee Barber       | Australia | 55,82 | 59,44 | 58,98 | 58,31           | 61,19           | 61,01           | 61,19 m |                                          |
| 8       | Jucilene Sales de Lima  | Brasile   | 58,49 | n     | 60,34 | n               | 58,33           | n               | 60,34 m |                                          |
| 9       | Līna Mūze-Sirmā         | Lettonia  | 58,43 | n     | n     | Non qualificate | Non qualificate | Non qualificate | 58,43 m |                                          |
| 10      | Jo-Ane van Dyk          | Sudafrica | 57,43 | 54,45 | 53,99 | Non qualificate | Non qualificate | Non qualificate | 57,43 m |                                          |
| 11      | Maria Lucelly Murillo   | Colombia  | n     | n     | 54,85 | Non qualificate | Non qualificate | Non qualificate | 54,85 m |                                          |
|         | Kathryn Mitchell        | Australia |       |       |       | Non qualificate | Non qualificate | Non qualificate | dns     |                                          |